# Кужелев, Владимир Егорович
Владимир Егорович Кужелев (29 апреля 1974, Брянская область) — советский и российский футболист. Выступал на позиции полузащитника.

## Карьера
Воспитанник брянского футбола. В 17 лет дебютировал в составе местного "Динамо", за который он отыграл семь сезонов. В 1999 году выступал в белорусской Высшей лиге за "Торпедо-Кадино". Затем хавбек переехал на Украину. Там Кужелев провел три сезона в коллективах Первой лиге "Волынь" и "Прикарпатье". Последней профессиональным клубом в карьере полузащитника стал благовещенский "Амур".
После завершения карьеры Кужелев играл за команду ветеранов брянского "Динамо". В последнее время выступал в любительских футбольных лигах Москвы.